# Hymenoscyphus lutescens
Hymenoscyphus lutescens är en svampart som först beskrevs av Johann Hedwig, och fick sitt nu gällande namn av William Phillips 1887. Hymenoscyphus lutescens ingår i släktet Hymenoscyphus och familjen Helotiaceae.  Arten är reproducerande i Sverige. Inga underarter finns listade i Catalogue of Life.